# Рекорды России в плавании
Рекорды России в плавании — наивысшие результаты, показанные российскими спортсменами в плавании в сравнимых и повторяемых условиях, оговорённых правилами. Рекорды могут быть поставлены в длинной воде (50 метров) или короткой воде (25 метров) плавательных бассейнов.
- Вольный стиль: 50 м, 100 м, 200 м, 400 м, 800 м, 1500 м
- На спине: 50 м, 100 м, 200 м
- Брасс: 50 м, 100 м, 200 м
- Баттерфляй: 50 м, 100 м, 200 м
- Комплексное плавание: 100 м (только на короткой воде), 200 м, 400 м
- Эстафеты: 4×100 м вольным стилем, 4×200 м вольным стилем, комбинированная 4×100 м

Рекорды могут быть установлены на промежуточных дистанциях в ходе более длинного вида (например, на 800 метрах в ходе 1500 метров) и на первом этапе эстафеты вольным стилем или комбинированной эстафеты (плавание на спине).

## Длинная вода (50 м)

### Мужчины
| Дистанция                             | Время                                   |    | Спортсмен                                                        | Дата            | Соревнование     | Место        | Прим.  | Видео |
| ------------------------------------- | --------------------------------------- | -- | ---------------------------------------------------------------- | --------------- | ---------------- | ------------ | ------ | ----- |
| 50 м вольным стилем                   | 21,27                                   |    | Владимир Морозов                                                 | 19 августа 2019 | Кубок мира       | Сингапур     |        |       |
| 100 м вольным стилем                  | 47,11                                   | ЕР | Климент Колесников                                               | 29 июля 2021    | Олимпийские игры | Токио        |        |       |
| 200 м вольным стилем                  | 1:43,90                                 | пф | Данила Изотов                                                    | 28 июля 2009    | Чемпионат мира   | Рим          | [ 1 ]  |       |
| 400 м вольным стилем                  | 3:43,45                                 | к  | Никита Лобинцев                                                  | 9 августа 2008  | Олимпийские игры | Пекин        | [ 2 ]  |       |
| 800 м вольным стилем                  | 7:42,47                                 |    | Александр Степанов                                               | 18 апреля 2023  | Чемпионат России | Казань       |        |       |
| 1500 м вольным стилем                 | 14:41,13                                | к  | Юрий Прилуков                                                    | 15 августа 2008 | Олимпийские игры | Пекин        | [ 3 ]  |       |
| 50 м на спине                         | 23,55                                   | МР | Климент Колесников                                               | 27 июля 2023    | Кубок России     | Казань       |        |       |
| 100 м на спине                        | 51,78                                   | э  | Мирон Лифинцев                                                   | 30 июля 2025    | Чемпионат мира   | Сингапур     | [ 4 ]  |       |
| 200 м на спине                        | 1:53,23                                 | ЕР | Евгений Рылов                                                    | 8 апреля 2021   | Чемпионат России | Казань       | [ 5 ]  |       |
| 50 м брассом                          | 26,46                                   |    | Иван Кожакин                                                     | 17 апреля 2025  | Чемпионат России | Казань       | [ 6 ]  |       |
| 100 м брассом                         | 58,53                                   | пз | Кирилл Пригода                                                   | 26 июля 2025    | Чемпионат мира   | Сингапур     | [ 7 ]  |       |
| 200 м брассом                         | 2:06,12                                 | ЕР | Антон Чупков                                                     | 26 июля 2019    | Чемпионат мира   | Кванджу      | [ 8 ]  |       |
| 50 м баттерфляем                      | 22,62                                   |    | Олег Костин                                                      | 19 апреля 2023  | Чемпионат России | Казань       |        |       |
| 100 м баттерфляем                     | 50,70                                   |    | Роман Шевляков                                                   | 15 апреля 2025  | Чемпионат России | Казань       |        |       |
| 200 м баттерфляем                     | 1:54,31                                 | пф | Николай Скворцов                                                 | 12 августа 2008 | Олимпийские игры | Пекин        |        |       |
| 200 м комплексным плаванием           | 1:56,75                                 |    | Илья Бородин                                                     | 24 июля 2024    | Кубок России     | Екатеринбург | [ 9 ]  |       |
| 400 м комплексным плаванием           | 4:08,05                                 |    | Илья Бородин                                                     | 25 июля 2022    | Кубок России     | Казань       |        |       |
| Эстафета 4×100 метров вольным стилем  | 3:09,52 47,90 47,00 47,23 47,39         |    | Евгений Лагунов Андрей Гречин Данила Изотов Александр Сухоруков  | 26 июля 2009    | Чемпионат мира   | Рим          |        |       |
| Эстафета 4×200 метров вольным стилем  | 6:59,15 1:45,10 1:45,42 1:44,48 1:44,15 | ЕР | Никита Лобинцев Михаил Полищук Данила Изотов Александр Сухоруков | 31 июля 2009    | Чемпионат мира   | Рим          | [ 10 ] |       |
| Комбинированная эстафета 4×100 метров | 3:28,49 52,23 57,89 50,98 47,39         |    | Мирон Лифинцев Кирилл Пригода Роман Шевляков Егор Корнев         | 18 апреля 2025  | Чемпионат России | Казань       | [ 11 ] |       |

Условные обозначения: # — рекорд ожидает ратификации в ФИНА; МР - мировой рекорд; ЕР - рекорд Европы;
Рекорды в стадиях: к — квалификация; пф — полуфинал; э — 1-й этап эстафеты; эк −1-й этап эстафеты квалификация; б — финал Б; † — в ходе более длинного заплыва; зв — заплыв на время.

### Женщины
| Дистанция                             | Время                                   |      | Спортсменка                                                                | Дата           | Соревнование     | Место          | Прим.  | Видео |
| ------------------------------------- | --------------------------------------- | ---- | -------------------------------------------------------------------------- | -------------- | ---------------- | -------------- | ------ | ----- |
| 50 м вольным стилем                   | 24,20                                   |      | Мария Каменева                                                             | 9 апреля 2021  | Чемпионат России | Казань         | [ 12 ] |       |
| 100 м вольным стилем                  | 53,36                                   |      | Дарья Клепикова                                                            | 25 июля 2024   | Кубок России     | Екатеринбург   |        |       |
| 200 м вольным стилем                  | 1:55,08                                 | пф   | Вероника Андрусенко                                                        | 25 июля 2017   | Чемпионат мира   | Будапешт       | [ 13 ] |       |
| 400 м вольным стилем                  | 4:04,10                                 |      | Анна Егорова                                                               | 4 апреля 2021  | Чемпионат России | Казань         | [ 14 ] |       |
| 800 м вольным стилем                  | 8:18,77                                 | к    | Анастасия Кирпичникова                                                     | 29 июля 2021   | Олимпийские игры | Токио          | [ 15 ] |       |
| 1500 м вольным стилем                 | 15:50,22                                | к    | Анастасия Кирпичникова                                                     | 26 июля 2021   | Олимпийские игры | Токио          | [ 16 ] |       |
| 50 м на спине                         | 27,23                                   | п.з. | Анастасия Фесикова                                                         | 4 августа 2018 | Чемпионат Европы | Глазго         |        |       |
| 100 м на спине                        | 58,18                                   |      | Анастасия Зуева                                                            | 28 июля 2009   | Чемпионат мира   | Рим            | [ 17 ] |       |
| 200 м на спине                        | 2:04,94                                 | ЕР   | Анастасия Зуева                                                            | 1 августа 2009 | Чемпионат мира   | Рим            | [ 18 ] |       |
| 50 м брассом                          | 29,52                                   |      | Юлия Ефимова                                                               | 4 августа 2013 | Чемпионат мира   | Барселона      | [ 19 ] |       |
| 100 м брассом                         | 1:04,36                                 | пф   | Юлия Ефимова                                                               | 27 июля 2017   | Чемпионат мира   | Будапешт       |        |       |
| 200 м брассом                         | 2:17,55                                 | МР   | Евгения Чикунова                                                           | 21 апреля 2023 | Чемпионат России | Казань         |        |       |
| 50 м баттерфляем                      | 25,30                                   |      | Арина Суркова                                                              | 19 апреля 2023 | Чемпионат России | Казань         |        |       |
| 100 м баттерфляем                     | 56,46                                   |      | Дарья Клепикова                                                            | 27 июля 2025   | Чемпионат мира   | Сингапур       |        |       |
| 200 м баттерфляем                     | 2:07,33                                 |      | Светлана Чимрова                                                           | 6 августа 2018 | Чемпионат Европы | Глазго         |        |       |
| 200 м комплексным плаванием           | 2:09,56                                 | пф   | Виктория Андреева                                                          | 19 апреля 2016 | Чемпионат России | Москва         |        |       |
| 400 м комплексным плаванием           | 4:36,25                                 | пз   | Яна Мартынова                                                              | 9 августа 2008 | Олимпийские игры | Пекин          |        |       |
| Эстафета 4×100 метров вольным стилем  | 3:37,68 54,35 54,45 54,32 54,56         |      | Вероника Андрусенко Виктория Андреева Розалия Насретдинова Наталья Ловцова | 6 августа 2016 | Олимпийские игры | Рио-де-Жанейро |        |       |
| Эстафета 4×200 метров вольным стилем  | 7:48,25 1:58,19 1:56,43 1:56,93 1:56,70 |      | Анна Егорова Анастасия Гуженкова Валерия Саламатина Вероника Андрусенко    | 25 июля 2019   | Чемпионат мира   | Кванджу        |        |       |
| Кобминированная эстафета 4×100 метров | 3:53,38 58,96 1:04,03 56,99 53,40       | ЕР   | Анастасия Фесикова Юлия Ефимова Светлана Чимрова Вероника Андрусенко       | 30 июля 2017   | Чемпионат мира   | Будапешт       |        |       |

Условные обозначения: # — рекорд ожидает ратификации в ФИНА; МР - мировой рекорд; ЕР - рекорд Европы;
Рекорды в стадиях: к — квалификация; пф — полуфинал; э — 1-й этап эстафеты; эк −1-й этап эстафеты квалификация; б — финал Б; † — в ходе более длинного заплыва; зв — заплыв на время.

### Смешанная эстафета
| Дистанция                             | Время                                   |    | Спортсмены                                                            | Дата           | Соревнование     | Место    | Прим. | Видео |
| ------------------------------------- | --------------------------------------- | -- | --------------------------------------------------------------------- | -------------- | ---------------- | -------- | ----- | ----- |
| Эстафета 4×100 метров вольным стилем  | 3:22,77 48,42 47,31 52,95 54,04         |    | Владислав Гринёв Владимир Морозов Мария Каменева Дарья Устинова       | 27 июля 2019   | Чемпионат мира   | Кванджу  |       |       |
| Эстафета 4×200 метров вольным стилем  | 7:29,37 1:47,10 1:47,37 1:56,18 1:58,72 |    | Михаил Вековищев Михаил Довгалюк Валерия Саламатина Виктория Андреева | 4 августа 2018 | Чемпионат Европы | Глазго   |       |       |
| Комбинированная эстафета 4×100 метров | 3:37,97 51,78 57,56 55,97 52,66         | РЧ | Мирон Лифинцев Кирилл Пригода Дарья Клепикова Дарья Трофимова         | 30 июля 2025   | Чемпионат мира   | Сингапур | [ 4 ] |       |

## Короткая вода (25 м)

### Мужчины
| Дистанция                             | Время    |      | Спортсмен                                                                                            | Дата             | Соревнование               | Место           | Прим.  | Видео |
| ------------------------------------- | -------- | ---- | --- | ---------------- | -------------------------- | --------------- | ------ | ----- |
| 50 м вольным стилем                   | 20,31    |      | Владимир Морозов                                                                                     | 15 декабря 2017  | Чемпионат Европы           | Копенгаген      |        |       |
| 100 м вольным стилем                  | 44,95    |      | Владимир Морозов                                                                                     | 16 ноября 2018   | Кубок мира                 | Сингапур        |        |       |
| 200 м вольным стилем                  | 1:40,08  |      | Данила Изотов                                                                                        | 13 декабря 2009  | Чемпионат Европы           | Стамбул         | [ 22 ] |       |
| 400 м вольным стилем                  | 3:35,30  |      | Александр Красных                                                                                    | 11 декабря 2016  | Чемпионат мира             | Уинсор          |        |       |
| 800 м вольным стилем                  | 7:33,97  |      | Савелий Лузин                                                                                        | 24 ноября 2024   | Чемпионат России           | Санкт-Петербург | [ 23 ] |       |
| 1500 м вольным стилем                 | 14:16,13 |      | Юрий Прилуков                                                                                        | 9 декабря 2006   | Чемпионат Европы           | Хельсинки       | [ 24 ] |       |
| 50 м на спине                         | 22,11    | МР   | Климент Колесников                                                                                   | 23 ноября 2022   | Чемпионат России           | Казань          |        |       |
| 100 м на спине                        | 48,58    | EР,э | Климент Колесников                                                                                   | 21 ноября 2020   | Лига ISL                   | Будапешт        |        |       |
| 200 м на спине                        | 1:46,11  | EР   | Аркадий Вятчанин                                                                                     | 15 ноября 2009   | Кубок мира                 | Берлин          | [ 26 ] |       |
| 50 м брассом                          | 25,48    | пф   | Кирилл Пригода                                                                                       | 14 декабря 2024  | Чемпионат мира             | Будапешт        | [ 27 ] |       |
| 100 м брассом                         | 55,49    |      | Кирилл Пригода                                                                                       | 12 декабря 2024  | Чемпионат мира             | Будапешт        | [ 28 ] |       |
| 200 м брассом                         | 2:00,16  | МР   | Кирилл Пригода                                                                                       | 13 декабря 2018  | Чемпионат мира             | Ханчжоу         |        |       |
| 50 м баттерфляем                      | 22,07    |      | Олег Костин                                                                                          | 9 ноября 2019    | Чемпионат России           | Казань          |        |       |
| 100 м баттерфляем                     | 48,48    | EР   | Евгений Коротышкин                                                                                   | 1 ноября 2009    | Кубок мира                 | Берлин          | [ 29 ] |       |
| 200 м баттерфляем                     | 1:49,46  |      | Николай Скворцов                                                                                     | 12 декабря 2009  | Чемпионат Европы           | Стамбул         | [ 30 ] |       |
| 100 м комплексным плаванием           | 50,26    | EР   | Владимир Морозов                                                                                     | 28 сентября 2018 | Кубок мира                 | Эйндховен       |        |       |
| 100 м комплексным плаванием           | 50,26    | EР   | Владимир Морозов                                                                                     | 9 ноября 2018    | Кубок мира                 | Токио           |        |       |
| 200 м комплексным плаванием           | 1:52,13  |      | Алексей Сударев                                                                                      | 18 декабря 2023  | Кубок Владимира Сальникова | Санкт-Петербург | [ 31 ] |       |
| 400 м комплексным плаванием           | 3:56,47  |      | Илья Бородин                                                                                         | 20 декабря 2021  | Чемпионат мира             | ОАЭ             |        |       |
| Эстафета 4×50 метров вольным стилем   | 1:22,22  |      | Владимир Морозов (20,39) Евгений Седов (20,82) Иван Кузьменко (20,64) Евгений Рылов (20,37)          | 14 декабря 2018  | Чемпионат мира             | Ханчжоу         |        |       |
| Эстафета 4×100 метров вольным стилем  | 3:03,11  | EР   | Владислав Гринёв (46,38) Сергей Фесиков (46,21) Владимир Морозов (45,06) Климент Колесников (45,46)  | 13 декабря 2018  | Чемпионат мира             | Ханчжоу         |        |       |
| Эстафета 4×200 метров вольным стилем  | 6:46,84  | EР   | Мартин Малютин (1:42,34) Михаил Вековищев (1:41,57) Иван Гирев (1:41,85) Александр Красных (1:41,08) | 14 декабря 2018  | Чемпионат мира             | Ханчжоу         |        |       |
| Комбинированная эстафета 4×50 метров  | 1:30,44  |      | Климент Колесников (22,83) Кирил Пригода (25,26) Александр Попков (22,11) Владимир Морозов (20,24)   | 17 декабря 2017  | Чемпионат Европы           | Копенгаген      |        |       |
| Комбинированная эстафета 4×100 метров | 3:18,68  | МР   | Мирон Лифинцев (49.31) Кирилл Пригода (55.15) Андрей Минаков (48.80) Егор Корнев (45.42)             | 15 декабря 2024  | Чемпионат мира             | Будапешт        | [ 32 ] |       |

Условные обозначения: # — рекорд ожидает ратификации в ФИНА; МР - мировой рекорд; ЕР - рекорд Европы;
Рекорды в стадиях: к — квалификация; пф — полуфинал; э — 1-й этап эстафеты; эк −1-й этап эстафеты квалификация; б — финал Б; † — в ходе более длинного заплыва; зв — заплыв на время.

### Женщины
| Дистанция                             | Время                             |     | Спортсменка                                                           | Дата             | Соревнование               | Место           | Прим.  | Видео |
| ------------------------------------- | --------------------------------- | --- | --------------------------------------------------------------------- | ---------------- | -------------------------- | --------------- | ------ | ----- |
| 50 м вольным стилем                   | 23,34                             |     | Мария Каменева                                                        | 16 декабря 2022  | Кубок Владимира Сальникова | Санкт-Петербург |        |       |
| 100 м вольным стилем                  | 51,62                             |     | Дарья Клепикова                                                       | 12 декабря 2024  | Чемпионат мира             | Будапешт        | [ 33 ] |       |
| 200 м вольным стилем                  | 1:52,46                           |     | Вероника Андрусенко                                                   | 5 декабря 2015   | Чемпионат Европы           | Нетания         | [ 34 ] |       |
| 400 м вольным стилем                  | 3:58,25                           |     | Вероника Андрусенко                                                   | 8 ноября 2019    | Чемпионат России           | Казань          |        |       |
| 800 м вольным стилем                  | 8:04,65                           |     | Анастасия Кирпичникова                                                | 3 ноября 2021    | Чемпионат России           | Казань          |        |       |
| 1500 м вольным стилем                 | 15:18,30                          |     | Анастасия Кирпичникова                                                | 5 ноября 2021    | Чемпионат Европы           | Казань          |        |       |
| 50 метров на спине                    | 25,60                             | =ЕР | Мария Каменева                                                        | 24 ноября 2022   | Чемпионат России           | Казань          |        |       |
| 100 м на спине                        | 55,83                             |     | Мария Каменева                                                        | 18 декабря 2022  | Кубок Владимира Сальникова | Санкт-Петербург |        |       |
| 200 м на спине                        | 2:01,57                           |     | Дарья Устинова                                                        | 4 декабря 2015   | Чемпионат Европы           | Нетания         |        |       |
| 50 метров брассом                     | 29.08                             |     | Юлия Ефимова                                                          | 31 августа 2016  | Кубок мира                 | Берлин          |        |       |
| 100 метров брассом                    | 1:02.91                           |     | Юлия Ефимова                                                          | 3 сентября 2016  | Кубок мира                 | Москва          |        |       |
| 200 метров брассом                    | 2:14.70                           | ЕР  | Евгения Чикунова                                                      | 25 ноября 2022   | Чемпионат России           | Казань          |        |       |
| 50 метров баттерфляем                 | 24.58                             |     | Арина Суркова                                                         | 22 ноября 2023   | Чемпионат России           | Санкт-Петербург | [ 35 ] |       |
| 100 метров баттерфляем                | 55.63                             |     | Арина Суркова                                                         | 25 ноября 2023   | Чемпионат России           | Санкт-Петербург | [ 36 ] |       |
| 200 метров баттерфляем                | 2:03.76                           |     | Светлана Чимрова                                                      | 30 сентября 2021 | Лига ISL                   | Будапешт        |        |       |
| 100 м комплексным плаванием           | 57.59                             |     | Мария Каменёва                                                        | 6 декабря 2019   | Чемпионат Европы           | Глазго          |        |       |
| 200 м комплексным плаванием           | 2:06.79                           |     | Юлия Ефимова                                                          | 3 сентября 2016  | Кубок мира                 | Москва          |        |       |
| 400 м комплексным плаванием           | 4:31.13                           |     | Анастасия Иваненко                                                    | 15 ноября 2009   | Кубок мира                 | Берлин          | [ 37 ] |       |
| Эстафета 4×50 метров вольным стилем   | 1:34.92 24.18 23.41 23.70 23.63   |     | Розалия Насретдинова Арина Суркова Мария Каменёва Дарья Клепикова     | 2 ноября 2021    | Чемпионат Европы           | Казань          |        |       |
| Эстафета 4×100 метров вольным стилем  | 3:28.73 51.96 51.36 53.27 52.14   |     | Дарья Клепикова Дарья Трофимова Милана Степанова Арина Суркова        | 10 декабря 2024  | Чемпионат мира             | Будапешт        | [ 38 ] |       |
| Эстафета 4×200 метров вольным стилем  | 7:36.64                           |     | Анна Егорова Дарья Муллакаева Анастасия Гуженкова Вероника Андрусенко | 15 декабря 2018  | Чемпионат мира             | Ханчжоу         |        |       |
| Комбинированная эстафета 4×50 метров  | 1:44.19 26.42 29.47 24.49 23.81   |     | Мария Каменёва Ника Годун Арина Суркова Дарья Клепикова               | 4 ноября 2021    | Чемпионат Европы           | Казань          |        |       |
| Комбинированная эстафета 4×100 метров | 3:49.35 58.16 1:03.26 56.48 51.45 |     | Елизавета Агапитова Евгения Чикунова Арина Суркова Дарья Клепикова    | 15 декабря 2024  | Чемпионат мира             | Будапешт        | [ 39 ] |       |

Условные обозначения: # — рекорд ожидает ратификации в ФИНА; МР - мировой рекорд; ЕР - рекорд Европы;
Рекорды в стадиях: к — квалификация; пф — полуфинал; э — 1-й этап эстафеты; эк −1-й этап эстафеты квалификация; б — финал Б; † — в ходе более длинного заплыва; зв — заплыв на время.

### Смешанная эстафета
| Дистанция                                  | Время                                   |    | Спортсмены                                                     | Дата            | Соревнование     | Место    | Прим.  | Видео |
| ------------------------------------------ | --------------------------------------- | -- | -------------------------------------------------------------- | --------------- | ---------------- | -------- | ------ | ----- |
| Эстафета 4×50 метров вольным стилем        | 1:28.31 (20.65) (20.65) (23.87) (23.14) | ЕР | Владимир Морозов Владислав Гринёв Арина Суркова Мария Каменёва | 7 декабря 2019  | Чемпионат Европы | Глазго   |        |       |
| Эстафета 4×50 метров комплексным плаванием | 1:35.36 22.39 24.94 24.43 23.60         |    | Мирон Лифинцев Кирил Пригода Арина Суркова Дарья Трофимова     | 10 декабря 2024 | Чемпионат мира   | Будапешт | [ 40 ] |       |